# Born Again (cómic)
"Born Again" es un arco argumental del cómic de Daredevil editado en 1986. Escrito por Frank Miller, y dibujado por David Mazzucchelli, la historia se desarrolla en los números Daredevil #227-#233.
La historia detalla el descenso a la locura y la destitución de Matt a manos de Kingpin, y la lucha para construirse una nueva vida tras esto.

## Historia
Karen Page, la exsecretaria de Nelson & Murdock Abogados y novia de Matt Murdock, dejó atrás los años en los que intentaba labrarse una carrera como actriz en Hollywood. Sus planes no salieron como ella esperaba, se convirtió en una estrella de películas pornográficas y en una yonki heroinómana. Su adicción finalmente la condujo a vender la identidad secreta de Matt por una papelina de heroína.
Esta información finalmente llega a Kingpin, que procede a probarla. En los siguientes seis meses, usa su vasta influencia para acusarle de cosas que no ha hecho, haciendo que sus cuentas sean bloqueadas por IRS, el banco embargue su casa y haciendo que su vida se convierta en un infierno. Incluso manipula al teniente Nicholas Manolis para que testifique en contra de Murdock diciendo que fue testigo de cómo pagaba a otro testigo para hacer perjurio en un caso. Al final del juicio, Murdock evita tener que ir a la cárcel, pero no puede volver a ejercer la abogacía.
Kingpin arruina la vida de Murdock sutil y hábilmente, desmontándola pieza por pieza, pero Murdock no puede quedarse de brazos cruzados, está convencido de que es simple mala suerte y que no hay enemigo a combatir excepto la violencia y desesperación que crecen en su interior y esto le anima a investigar como se ha llegado a esta situación. Al final Kingpin se revela como autor de su descenso a los infiernos cuando deja su firma en el atentado contra la casa de Murdock.
Desafortunadamente, Murdock ha perdido el juicio. Tiene problemas para diferenciar entre sus fantasías y el mundo real. Se ha convertido en un indigente, y ahora cree que no tiene amigos. Incluso cree que su compañera abogada y novia de Foggy Nelson compañero de bufete Glorianna O'Breen forman parte de una conspiración contra él.
Mientras tanto, el confidente de Murdock, Ben Urich, reportero del Daily Bugle, investiga la situación en la que se encuentra su amigo y halla evidencias de la participación de Kingpin. Kingpin se entera de esto y lo amenaza y rompe una mano para que permanezca en silencio. Esto obliga a callar a Urich y deja a Murdock a su suerte.
Matt, totalmente desilusionado, decide atacar a Kingpin directamente y forzarle a que le devuelva su vida. De camino, el ataca a tres supuestos ladrones en el metro y después empujó a oficial de policía que intentará arrestarlo y le quitará la porra. En su estado casi catatónico, le es permitida la entrada en la oficina de kingpin, donde es rápida y brutalmente golpeado por el señor del crimen. El inconsciente Matt es bañado en whiskey, atado a un taxi cuyo propietarios es apaleado hasta la muerte con la porra robada al policía, y el taxi es lanzado hacia el East River. Kingpin anticipa que, cuando el coche sea encontrado, la reputación de Murdock sufrirá el último mazazo. Kingpin, sin embargo, revela que se siente totalmente desgraciado ya que ha destruido y asesinado al único hombre bueno que ha conocido.
Cuando el taxi es finalmente hallado, no hay cuerpo en su interior. Para evitar el ahogamiento, Murdock logró romper el parabrisas y, con un supremo acto de voluntad, rebana el cinturón de seguridad con uno de los fragmentos y nada para ponerse a salvo. Gravemente herido, se tambalea por toda Nueva York para llegar a la Cocina del Infierno. El intento de parar un robo termina con Murdock apuñalado por uno de los asaltantes. Al final acaba siendo rescatado por su madre, la cual, no ha estado en la vida de Matt por años, se ha convertido en monja en una iglesia local. Ella le cuida hasta que recupera la salud. Al mismo tiempo, Karen Page, en este momento en busca y captura por parte de Kingpin que ha ordenado asesinar a cualquiera que sepa la identidad secreta de murdock, llega a Nueva York con un camello llamado Paulo Scorcese, con la intención de encontrar a Murdock. Le es imposible localizarle, sin embargo se encuentra con Foggy Nelson, que la lleva a su casa para protegerla de Paulo. Mientras tanto, Urich intenta reunir coraje suficiente como para llevar para adelante la investigación, para alertar a las autoridades y a su periódico de la situación que se está viviendo.
Mientras tanto, Kingpin se obsesiona con encontrar a Murdock. Encarga liberar a un enfermo mental violenta del asilo donde se halla, lo disfrazan de Daredevil e intentaran que asesine a Nelson y a Pagen para que Murdock vuelva a aparecer. Mientras tanto, la enfermera que intentó asesinar a la fuente de Urich intenta matarle a él también. Murdock interviene en ambos planes, defendiendo a la enfermera y al paciente, cogiendo más tarde el disfraz y procediendo a salvar Page de Scorcese y de un pistolero enviado por Kingpin. Los dos se han vuelto a reunir y Matt reconforta a Karen con el hecho de que siguen siendo amigos mucho más allá de la pérdida de las posesiones materiales.
Cometiendo un error mayúsculo, Kingpin usa sus conexiones militares para que el super soldado Nuke asalte la cocina del infierno. Durante la batalla, docenas de civiles mueren mientras Matt responde como Daredevil desde la destrucción de su casa. Nuke usa armas pesadas contra Daredevil, que no solo está cegado por el desafío que significa la lucha contra semejante openente, sino con el temor de que provoque víctimas cada vez que Nuke abre fuego. Al final, Daredevil derrota a Nuke y, con un movimiento atípico para detener la masacre, usa un arma de Nuke para destruir el helicóptero de asalto que usa y que le ha servido para atacar a los civiles, así también matando al piloto. Los vengadores Avengers llegan al escenario de la pelea y arrestan a Nuke y lo mantienen bajo custodia.
El Capitán América, sin embargo, no está contento con la situación. Aunque las autoridades afirman que Nuke es un terrorista, el capitán no está convencido, especialmente tras la discusión con Murdock, que le comenta que el cuerpo de Nuke estaba visiblemente mejorado. Como SuperSoldado original, el capitán está horrorizado que un hombre violento, vigoréxico y loco con el poco respeto demostrado hacia las vidas de los civiles sea el representante actual del supersolado. Insatisfecho con las respuestas evasivas que le dan los superiores de Nuke, personalmente se infiltra en los archivos secretos sobre Nuke. Descubre que Nuke es el único superviviente de un experimento fallido para volver a recrear el proyecto Rebirth, el mismo proyecto que originalmente se utilizó para crear al Capitán América.
Encolerizado por el tratamiento que está recibiendo por parte de los medios de comunicación, Nuke escapa de la custodia y con rabia asesina intentará atacar las oficinas del Daily Bugle. El Capitán se lo impedirá, pero inmediatamente es tiroteado y herido por un ataque militar. Daredevil le ayudará, mientras que el Capitán cubre su retirada, intentando llevar a Nuke a un hospital, pero morirá durante el traslado. Daredevil expondrá el cuerpo de Nuke en las oficinas del Bugle, como prueba irrefutable de la increíble influencia de Kingpin sobre el mundo militar.
Al final, la imagen pública de Kingpin como honesto y respetable hombre de negocios y pilar de la comunidad se ve gravemente alterada, aun así es capaz de evitar la prisión y mientras planeará la venganza contra Murdock. Por su parte, Matt Murdock acepta su nueva y diferente vida aparentemente feliz en la cocina del infierno con Karen y espera regresar a su vida como abogado.

## Recepción

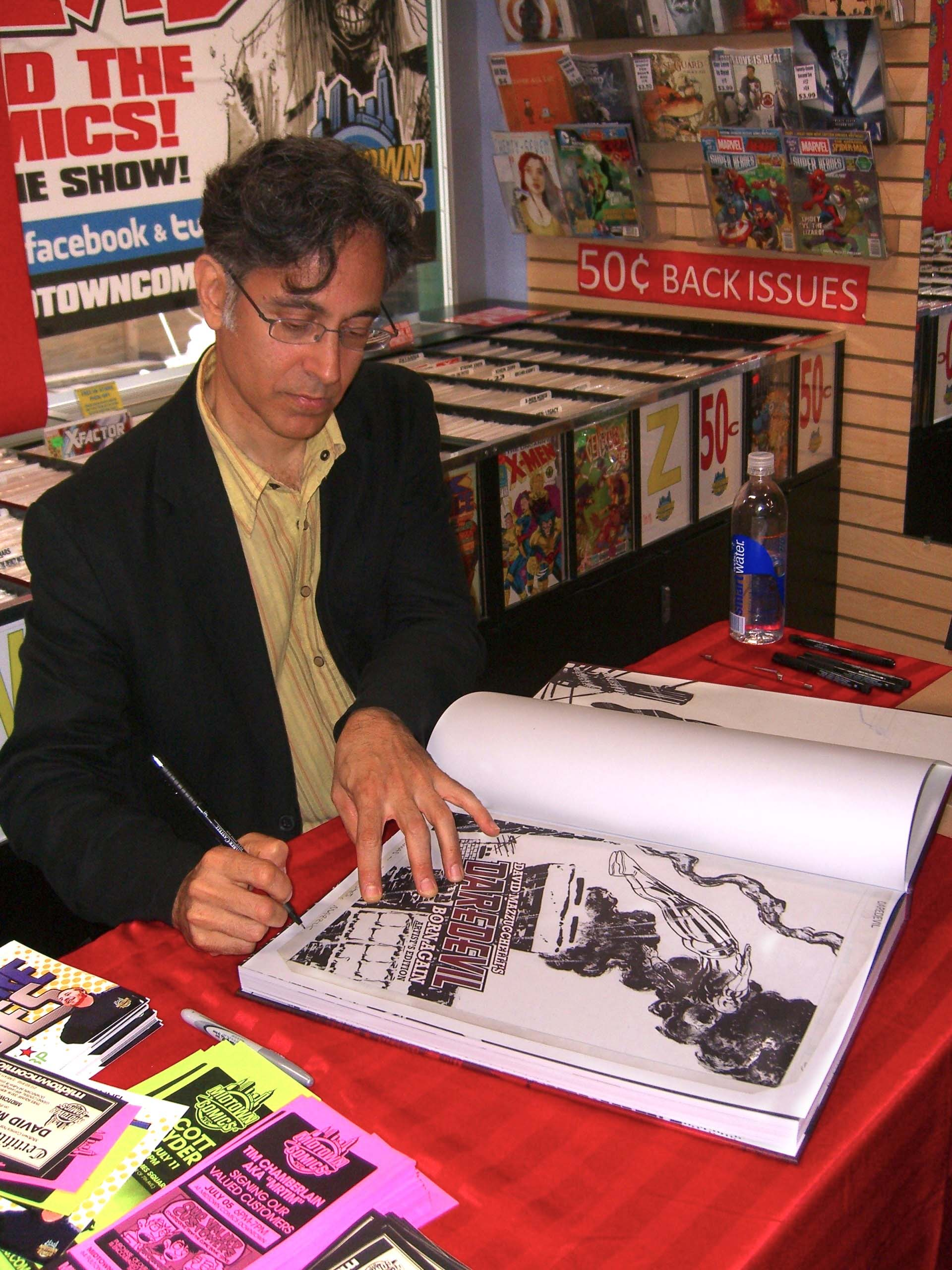
David Mazzucchelli autografiando una copia del Artist's Edition en el 28 de junio de 2012 en Midtown Comics Manhattan.

El primer número del arco argumental fue votado como el decimoprimer cómic de los 100 Greatest Marvels of All Time por los fanes en 2001.[cita requerida]
En 2012, IDW Publishing ha publicado David Mazzucchelli's Daredevil: Born Again: Artist's Edition, un libro de tapa dura de 200 páginas impreso con las dimensiones originales del cómic: 12 x 17 pulgadas. Todo el material para el libro fue escaneado por Mazzucchelli mismo, al igual que el color, manteniendo una coherencia con otros libros editados por IDW en la serie de IDW Artist's Edition, para intentar mimetizar en lo máximo posible la experiencia de la visión completa de todo el material que se usó para crear la obra original, completándolo con sobrecubiertas, correcciones sobre el original y notas editoriales. Mazzucchelli estuvo firmando el libro en Midtown Comics el 28 de junio de 2012. La firma estuvo precedida por una charla con su compañero creador Chip Kidd y una sesión de preguntas y respuestas por parte de los fanes asistentes.

## Secuela
La porra del policía que se utiliza para golpear al taxista realizará una breve aparición posterior. En Daredevil #300, en el clímax de "La Caída de Kingpin", las tornas se han vuelto y ahora es Murdock quien está destruyendo sistemáticamente los negocios de Fisk y su imagen, mientras Fisk intenta agonizantemente agarrarse a lo que le queda. En un acto de desesperación, se dirige a Port Authority Terminal de Nueva York, donde tiene la porra con la sangre y huellas de Murdock. En un flashback a la escena donde Murdock está en el taxi siendo empujado al río, Fisk proclama que es buena idea quedarse con una evidencia incriminatoria, por si Murdock resucitara. Cuando Daredevil se encuentra con Fisk en la Terminal, Fisk rompe el cristal protector que rodea a la porra y entonces es fotografiado por Peter Parker, huyendo de la terminal. Daredevil consigue detener a Fisk y arrebatarle la porra alejándolo lo máximo posible de él, lanzándolo al fuego para poder destruir cualquier prueba que Kingpin pudiera utilizar contra Murdock.
Kingpin se confronta más tarde con un capo mafioso, que piensa que es hora de que Kingpin trabaje para el, incluyendo el traerle la ropa de la lavandería. Fisk machaca la cabeza del capo con su bastón, y sale con un renovado sentido del propósito, jurando luchar contra la vuelta a la locura y su indigencia. Mientras tanto, Murdock es readmitido como abogado y continua la protección de inocentes como Daredevil.

## Película de acción real
Originalmente, una secuela de la película de 2003 Daredevil estuvo en desarrollo, y se iba a utilizar la saga de "Born Again" como eje central de la historia. El director Mark Steven Johnson ha expresado su interés en rodar esa película con ese argumento. Michael Clarke Duncan mostró fuerte interés en volver a actuar de Kingpin. Johnson estuvo barajando la aparición de otros villanos como Mr. Fear o El Búho en la secuela.
En marzo de 2011, Variety publicó que David Slade dirigiría un reboot de Daredevil.
En junio de 2011, fue publicado que el guionista de Fringe, Brad Caleb Kane, quería adaptar "Born Again" para una película.
En agosto de 2012, fue publicado que la Fox había declinado usar a Joe Carnahan como director para una película basada en "Born Again".
Como Daredevil no se convirtió en una producción a la fecha de 10 de octubre de 2012, los derechos de explotación regresaron a Marvel.
El 7 de noviembre de 2013, Marvel anunció mediante una nota de prensa su alianza con la plataforma de streaming Netflix para llevar a la pantalla cuatro nuevas series, entre ellas Marvel's Daredevil. La primera temporada se estrenó el 10 de abril de 2015, y su segunda temporada se estrenó el 18 de marzo de 2016.
En la miniserie The Defenders, lanzada en agosto de 2017, en la escena final del octavo capítulo se hace una referencia literal a la portada de la historieta.
El 22 de agosto de 2017, Charlie Cox anunció que la tercera temporada de la serie estaría basada en Born Again. La tercera temporada de la serie de Netflix se estrenó el 22 de octubre del 2018, y fue cancelada posteriormente. Siendo la tercera temporada, la última.
Born Again será utilizada como subtítulo para la nueva serie que Marvel Studios esta desarrollando para el personaje, que se estrenara en 2024 por Disney +.